# Jay Chapman
Jay Tyler Chapman (Brampton, 1º gennaio 1994) è un calciatore canadese, centrocampista del Detroit City.

## Carriera

### Club
Il 15 gennaio 2015 firma con il Toronto FC. Il 20 marzo 2015 viene mandato in prestito nella squadra riserve del Toronto, militante nella USL. Il giorno dopo debutta contro i Charleston Battery. Il 19 aprile segna la prima rete da professionista contro il Vancouver Whitecaps FC II. Qualche settimana dopo debutta in prima squadra giocando un match del Canadian Championship.

### Nazionale
Chapman debutta e segna la sua prima rete con la nazionale canadese il 22 gennaio 2017 contro le Bermuda.

## Statistiche

### Presenze e reti nei club
Statistiche aggiornate al 1º ottobre 2017.
| Stagione        | Squadra         | Campionato      | Campionato | Campionato | Coppe nazionali | Coppe nazionali | Coppe nazionali | Coppe continentali | Coppe continentali | Coppe continentali | Altre coppe | Altre coppe | Altre coppe | Totale | Totale |
| Stagione        | Squadra         | Comp            | Pres       | Reti       | Comp            | Pres            | Reti            | Comp               | Pres               | Reti               | Comp        | Pres        | Reti        | Pres   | Reti   |
| --------------- | --------------- | --------------- | ---------- | ---------- | --------------- | --------------- | --------------- | ------------------ | ------------------ | ------------------ | ----------- | ----------- | ----------- | ------ | ------ |
| 2015            | Toronto         | MLS             | 10         | 0          | CC              | 1               | 0               | -                  | -                  | -                  | -           | -           | -           | 11     | 0      |
| 2016            | Toronto         | MLS             | 18         | 0          | CC              | 1               | 0               | -                  | -                  | -                  | -           | -           | -           | 19     | 0      |
| 2017            | Toronto         | MLS             | 12         | 1          | CC              | 1               | 0               | -                  | -                  | -                  | -           | -           | -           | 13     | 1      |
| Totale carriera | Totale carriera | Totale carriera | 40         | 1          |                 | 3               | 0               |                    |                    |                    |             |             |             | 43     | 1      |

## Palmarès

### Club

#### Competizioni nazionali
- Canadian Championship: 3

Toronto FC: 2016, 2017, 2018
- MLS Supporters' Shield: 1

Toronto FC: 2017
- Campionato MLS: 1

Toronto FC: 2017